# ポストシーズン
ポストシーズンとは、スポーツ（特に球技）のリーグ戦において、リーグ戦の成績上位チームによる順位決定トーナメント（プレーオフ）を総じて表現するものである。

## 北米
北米では4大プロスポーツリーグ（MLB、NFL、NHL、NBA）とメジャーリーグサッカー（MLS）の各大会に参加するチームをいくつかのブロック（一般には複数のカンファレンス、更にそれを地域別にチームを配分する。MLSの場合は1つのリーグ戦で東西2つのディビジョンに分けて行う）に分けてリーグ戦をこなし、その成績上位のチーム（例：MLBは両リーグとも、各地区の1位となった3チーム及び、1位になれなかったチームの内の勝率上位3チーム計6チーム）が出場して、トーナメント形式（一般には5戦3勝制、7戦4勝制といった番勝負形式が多い）で優勝チームを決める。

## 日本
日本では以下のリーグ戦でこの制度が採用されている。これらは全チームとの総当たり終了後、成績の上位チームがそれにコマを進める方式で争われる。

### 野球
- プロ野球 (NPB)
  - クライマックスシリーズ - セ・パ共に上位3チーム。プレーオフ制度 (日本プロ野球)の項も参照されたい。
  - 日本選手権シリーズ - 2006年まではセ・パ両リーグの年間優勝チーム。2007年以降はトーナメント方式のポストシーズンゲームのうちの決勝戦を日本シリーズ、決勝戦以外をクライマックスシリーズと呼ぶ。トーナメント形式でのポストシーズンゲーム全体（クライマックスシリーズ＋日本シリーズ）の固有の名称は存在しない。
- BCL（ベースボールチャレンジリーグ）
  - 地区チャンピオンシップ - 東西各3戦
  - リーグチャンピオンシップ - 全5戦
- 四国アイランドリーグplus
  - チャンピオンシップ - 全5戦
- 日本独立リーグ・グランドチャンピオンシップ - 野球の独立リーグ組織であるベースボールチャレンジリーグと四国アイランドリーグplusのそれぞれの優勝チームが、独立リーグ日本一の座をかけて争うチャンピオン大会。全5戦。

### サッカー
- 日本プロサッカーリーグ（Jリーグ）
  - Jリーグチャンピオンシップ (CS) - レギュラーシーズンの前期・後期それぞれの1位チームによる優勝決定戦。2015年から2016年まで変則2シーズン制+ポストシーズンの併用を採用していた（前後期の優勝チームが年間勝ち点2位、3位チームとそれぞれ対戦。トーナメントで勝ち上がったチームがチャンピオンシップに出場し、年間勝ち点1位のチームと年間王者を争う）。

### バスケットボール
- bjリーグ - 東西各上位4チーム。Bjリーグプレイオフの項も参照されたい。
- NBL - 東西上位各3チーム
- Bリーグ
  - B.LEAGUEチャンピオンシップ (CS) - 3地区各上位6チームおよび各地区の3位以下のうち上位2チーム。
- Wリーグ - 上位4チーム

### バレーボール
- プレミアリーグ - 男女各上位6チーム。総当り準決勝リーグの後、上位3チームによる「ファイナル3トーナメント」で優勝を決める。

### アイスホッケー
- アジアリーグ - 上位6チーム

### ソフトボール
- 日本女子ソフトボールリーグ - 上位4チーム
- 日本男子ソフトボールリーグ - 東西それぞれの上位4チームずつ

### ラグビー
- トップリーグ
  - マイクロソフトカップ杯 - リーグ戦上位4チームによる決勝トーナメント。2005-06年シーズンまでは、リーグ戦上位8チームでマイクロソフトカップを行っていたが、トップリーグとは独立した大会とされた。従ってそれぞれの大会が予選リーグと決勝トーナメントという考えではなかったが、2006-07年シーズンから一体化した。

### アメリカンフットボール
- Xリーグ - ファイナルステージとジャパンエックスボウル。2008年までは各地区上位2チームによるFINAL6。

## 韓国
- KBOリーグ - 韓国野球委員会が運営するプロ野球。10チームのうちレギュラーシーズン上位5チームが進出、4位と5位が対戦するワイルドカード決定戦、3位とワイルドカード決定戦勝者が対戦する準プレーオフ、2位と準プレーオフ勝者が対戦するプレーオフ、1位とプレーオフ勝者が対戦する韓国シリーズの順に実施され、韓国シリーズ優勝チームが年間優勝となる。